# Gare de Lussac-les-Châteaux
Gare de Lussac-les-Châteaux vasútállomás Franciaországban, Lussac-les-Châteaux településen.

## Vasútvonalak
Az állomást az alábbi vasútvonalak érintik:
- Mignaloux - Nouaillé-Bersac-vasútvonal
- Railroad Line Saint-Saviol-Le Blanc

## Kapcsolódó állomások
A vasútállomáshoz az alábbi állomások vannak a legközelebb:
- Gare de Mignaloux - Nouaillé
- Gare de Montmorillon